# Teïlo Azaïs
Teïlo Azaïs (8 novembre 2002) è un attore francese famoso per aver interpretato il ruolo di Bastien nel film La nostra grande famiglia e nei suoi due sequel e quello di Enzo Graçay nella serie Un si grand soleil.

## Biografia
Nato in Francia l'8 novembre 2002, Teïlo Azaïs ha esordito come attore nel 2011 nel film Louise Wimmer. Dopo aver recitato in alcuni altri film, come Quai d'Orsay (2013) e La vie pure (2014), nel 2016 venne scelto per interpretare il ruolo di Bastien nel film La nostra grande famiglia diretto da Gabriel Julien-Laferrière.
Nel 2019 è tornato ad interpretare Bastien nel sequel del film, C'est quoi cette mamie?!, ruolo che ha ripreso per la terza volte nel 2021 in C'est quoi ce papy?!.
Dal 2019 interpreta il ruolo di Enzo Graçay nella serie televisiva Un si grand soleil.

## Filmografia

### Cinema
- Louise Wimmer, regia di Cyril Mennegun (2011)
- Quai d'Orsay, regia di Bertrand Tavernier (2013) Non accreditato
- La vie pure, regia di Jeremy Banster (2014)
- La nostra grande famiglia (C'est quoi cette famille?!), regia di Gabriel Julien-Laferrière (2016)
- Le rire de ma mère, regia di Pascal Ralite e Colombe Savigna (2017)
- C'est quoi cette mamie?!, regia di Gabriel Julien-Laferrière (2019)
- Cameramen, regia di Tristan Lhomme - cortometraggio (2020)
- C'est quoi ce papy?!, regia di Gabriel Julien-Laferrière (2021)

### Televisione
- Dernier recours – serie TV, 1 episodio (2013)
- Un si grand soleil – serie TV, 487 episodi (2019-2022)